# Liste der Träger des Bayerischen Verdienstordens/R

## R
1. Christine Rädler, (verliehen am 5. Juli 2023)
2. Werner Radspieler (1938–2018), Weihbischof im Erzbistum Bamberg (verliehen am 15. Juli 2002)
3. Peter Radtke (1943–2020), Schauspieler, Schriftsteller, Geschäftsführer und Chefredakteur der Arbeitsgemeinschaft Behinderung und Medien e.V. (verliehen am 17. Juli 2003)
4. Reinhard Raffalt (1923–1976), Autor, Vatikankorrespondent (verliehen am 16. Juni 1971)
5. Edeltraud Rager, (verliehen am 5. Juli 2023)
6. Hans Raidel (* 1941), Bundestagsabgeordneter (verliehen am 12. Juli 2004)
7. Dieter Raithel, ehem. Leiter der Klinik für Gefäßchirurgie am Klinikum Nürnberg Süd (verliehen am 10. Oktober 2012)
8. Erich Rambold (* 1937), Landrat (verliehen am 4. Juli 1991)
9. Brigitta Rambeck, Autorin, Publizistin und Malerin (verliehen am 12. Juli 2017)
10. Annette Ramelsberger (* 1960), Journalistin (verliehen am 8. Juli 2021)
11. Peter Ramsauer (* 1954), Bundestagsabgeordneter, Vorsitzender der CSU-Landesgruppe (verliehen am 5. Juli 2006)
12. Horst Rankl (* 1940), Verwaltungsoberamtsrat a. D. (verliehen am 10. Oktober 2012)
13. Sepp Ranner (* 1939), Landtagsabgeordneter (verliehen am 12. Juli 2004)
14. Martin Rassau (* 1967), Schauspieler, Komödiant und Theater-Unternehmer (verliehen am 27. Juni 2018)
15. Georg Ratzinger (1924–2020), Domkapellmeister in Regensburg (verliehen 1983)
16. Joseph Ratzinger (1927–2022), Papst Benedikt XVI. (verliehen 1977)
17. Bernd Rauch (* 1943), Architekt, Unternehmer, Ehrenvizepräsident des FC Bayern München (verliehen am 17. Dezember 2014)
18. Hans-Peter Rauch, (verliehen am 5. Juli 2023)
19. Doris Rauscher (* 1967), Politikerin und Erzieherin (verliehen am 14. März 2022)
20. Viktoria Rebensburg (* 1989), Skirennläuferin (verliehen am 5. Juli 2023)
21. Konrad Rebholz, Ehrenobermeister der Innung für Elektro- und Informationstechnik Augsburg, Vorsitzender des Vereins zur Wiederherstellung des Goldenen Saals im Augsburger Rathaus (verliehen am 29. Juli 2010)
22. Albrecht Graf von Rechberg (1920–2013), Jurist (verliehen 1978)
23. Josef M. Redl, Vizepräsident des „Festrings München e. V.“ und des „Bayerischen Clubs“ (verliehen am 14. Oktober 2015)
24. Hermann Regensburger (* 1940), Landtagsabgeordneter 1974–2003, Staatssekretär im Bayer. Staatsministerium des Innern 1993–2003 (verliehen 1989)
25. Otto Regenspurger (1939–2003), Beauftragter der Bundesregierung für die Belange behinderter Menschen, MdB (verliehen am 4. Juli 1991)
26. Uschi Reich (* 1949), Filmproduzentin (verliehen am 9. Juli 2009)
27. Jürgen Reichardt (* 1938), Generalmajor a. D. (verliehen am 29. Juli 2010)
28. Siglinde Reichart, Generaloberin der Kongregation der Barmherzigen Schwestern vom hl. Vinzenz von Paul
29. Klaus Reichel, Ehrenvorsitzender des Hartmannbundes, Landesverband Bayern (verliehen am 17. Juli 2003)
30. Marlene Reidel (1923–2014), Malerin und Kinderbuchautorin (verliehen 1997)
31. Willi Reiland (1933–2015), Oberbürgermeister von Aschaffenburg (1970–2000) (verliehen 1993)
32. Friedrich Carl Rein, Rechtsanwalt (verliehen am 12. Juli 2017)
33. Christoph Reiners, Ärztlicher Direktor der Universitätsklinik Würzburg (verliehen am 14. Oktober 2015)
34. Otto Reiser, Präsident des Landesarbeitsgerichts Nürnberg (verliehen am 4. Juli 1991)
35. Christine Reitelshöfer, (verliehen am 5. Juli 2023)
36. Dieter Reiter (* 1958), Kommunalpolitiker (SPD), seit 2014 Oberbürgermeister von München (verliehen am 8. Juli 2021)
37. Martin Reiter, (verliehen am 5. Juli 2023)
38. Norbert Reithofer (* 1956), Vorsitzender des Vorstands der BMW AG (verliehen am 29. Juli 2010)
39. Lorenz Reitmeier (1930–2020), Oberbürgermeister (verliehen am 4. Juli 1991)
40. Franz Reitmeir (1930–2017), Unternehmer (verliehen am 17. Juli 2003)
41. Bettina Reitz (* 1962), Medienmanagerin, Filmproduzentin, Fernsehredakteurin und Präsidentin der Hochschule für Fernsehen und Film München (verliehen am 14. März 2022)
42. Wolf Armin Freiherr von Reitzenstein, 1. Vorsitzender des Verbandes für Orts- und Flurnamenforschung in Bayern e. V., Lehrbeauftragter für Namenkunde (verliehen am 14. Oktober 2015)
43. Wolfgang Reitzle (* 1949), Unternehmer (verliehen 2007)
44. Veit Relin (1926–2013), Schauspieler, Maler (verliehen 2007)
45. Hans-Wilhelm Renkhoff (1927–2011), Unternehmer (verliehen am 4. Juli 1991)
46. Angelique Renkhoff-Mücke, Unternehmerin (verliehen am 17. Dezember 2014)
47. Günther Rennert (1911–1978), Opernregisseur und Intendant (verliehen 1973)
48. Stefan Reuter (* 1966), Fußballspieler (verliehen am 22. Juli 2019)
49. Ursula Reutner (* 1975), Professorin für Romanische Sprach- und Kulturwissenschaft an der Universität Passau (verliehen am 5. Juli 2023)
50. Hans Rheinfelder (1898–1971), Romanist, Sprach- und Literaturwissenschaftler (verliehen am 15. Dezember 1959)
51. Inge Richter, (verliehen am 22. Juli 2019)
52. Heinrich Riedel (1903–1989), Oberkirchenrat (verliehen am 15. Dezember 1959)
53. Mercedes Riederer (* 1952), Chefredakteurin Hörfunk und Leiterin der Hauptabteilung Politik und Aktuelles des Bayerischen Rundfunks (verliehen am 20. Juli 2011)
54. Anna Rieger, Ehrenkreisbäuerin (verliehen am 10. Oktober 2012)
55. Fritz Rieger (1910–1978), Generalmusikdirektor (verliehen am 15. Dezember 1959)
56. Hans Riehl (1935–2019), Historiker und Journalist (verliehen am 4. Juli 1991)
57. Patricia Riekel (* 1949), Journalistin (verliehen am 5. Juli 2023)
58. Franz Riemer (1884–1965), Generalvikar im Bistum Passau (verliehen am 15. Dezember 1959)
59. Walter Riemerschmid (1908–1999), Ehrenpräsident der Bayerischen Landesapothekerkammer und Ehrenpräsident der ABDA (verliehen 1975)
60. Barbara Riepl, Honorargeneralkonsulin des Königreichs Thailand im Freistaat Bayern und Freistaat Sachsen (verliehen am 14. Oktober 2015)
61. Josef Riepl (1898–1987), Bauunternehmer (verliehen am 15. Dezember 1959)
62. Roswitha Riess (* 1937), Vizepräsidentin des Bayerischen Landtags (verliehen am 20. Juni 2001)
63. Werner Riethmann, Geschäftsführer der Firma LOWA Sportschuhe GmbH (verliehen am 20. Juli 2011)
64. Martha Rietsch, Asylsozialberaterin, Ordensschwester der Communität Christusbruderschaft Selbitz (verliehen am 14. Oktober 2015)
65. Wolf-Dieter Ring (* 1941), Präsident der Bayerischen Landeszentrale für neue Medien (verliehen am 3. Juli 1996)
66. Wolfgang Ring (1931–2024), Notar in Landshut von 1971 bis 1999 und Präsident der Notarkasse von 1986 bis 1998 (verliehen am 23. Juli 1997)
67. Richard Ringelmann (1889–1965), Staatssekretär (verliehen am 15. Dezember 1959)
68. Renate Rink, Hausfrau (verliehen am 10. Oktober 2012)
69. Ingrid Ritt, Verbandsfunktionärin (verliehen am 22. Juli 2019)
70. Joseph Maria Ritz (1892–1960), Direktor des Bayerischen Landesamtes für Denkmalpflege (verliehen am 15. Dezember 1959)
71. Maja Robert-Pesl (1919–2008), Kunstmäzenin (verliehen am 4. Juli 1991)
72. Gisela Rockola, Gründerin und Vorsitzende des Vereins Justin-Rockola-Soforthilfe e.V. (verliehen am 27. Juni 2018)
73. Randolf Rodenstock (* 1948), Präsident der Vereinigung der Bayerischen Wirtschaft e.V. (verliehen 2007)
74. Birgitt Rodler, Gründerin und Geschäftsführerin der AFW Creativ Stickerei (verliehen am 13. Juli 2016)
75. Ambrosia Roecklein (1893–1973), Generaloberin des Generalats der Armen Schulschwestern (verliehen am 15. Dezember 1959)
76. Bernd Rödl, Geschäftsführender Partner Rödl & Partner, Vizepräsident der Industrie- und Handelskammer Nürnberg für Mittelfranken (verliehen am 29. Juli 2010)
77. Eva Maria Roer (1944–2021), Geschäftsführende Gesellschafterin DT&SHOP GmbH (verliehen 2007)
78. Marcus H. Rosenmüller (* 1973), Regisseur (verliehen am 22. Juli 2019)
79. Ernst Heinrich Rösser (1903–1989), Professor (verliehen am 15. Dezember 1959)
80. Cornelia Rohleder, Rechtsanwältin (verliehen am 10. Oktober 2012)
81. Leo Rohm, Generaldirektor der National-Registrierkassen (verliehen am 15. Dezember 1959)
82. Paul Röhner (1927–2014), Bundestagsabgeordneter (1965–1982), Oberbürgermeister von Bamberg 1982 bis 1994 (verliehen 1970)
83. Rita Röhrl (* 1953), Landrätin (verliehen am 5. Juli 2023)
84. Albert Roll, Generalstaatsanwalt (verliehen am 15. Dezember 1959)
85. Walter Roller, ehem. Chefredakteur der Augsburger Allgemeinen (verliehen am 27. Juni 2018)
86. Kurt Romstöck (1925–2017), Oberbürgermeister
87. Helmut Röschinger (* 1943), Unternehmer (verliehen am 5. Juli 2006)
88. John P. Rose, Direktor des George C. Marshall Centers (verliehen am 9. Juli 2009)
89. Herbert Rosendorfer (1934–2012), Schriftsteller (verliehen am 12. Juli 2004)
90. Philip Rosenthal (1916–2001), Unternehmer und Politiker (verliehen 1968)
91. Maria Columbine Roßkopf (1915–2002), Krankenschwester und Franziskanerin (verliehen 8. Juni 1978)
92. Ludwig Rösler, ehemaliger Stadtpfarrer in Deggendorf (verliehen am 17. Dezember 2014)
93. Ruth Rosner, Mäzenin, Stifterin (verliehen am 12. Juli 2017)
94. Hans-Hermann Rösner-Mautby (1917–1999), Klinikunternehmer
95. Claudia Roth (* 1955), Vizepräsidentin des Deutschen Bundestages, Dramaturgin (verliehen am 17. Dezember 2014)
96. Eugen Roth (1895–1976), Schriftsteller (verliehen 15. Dezember 1959)
97. Michael A. Roth (* 1935), Unternehmer, ehemaliger Präsident des 1. FC Nürnberg (verliehen am 5. Juli 2006)
98. Friedrich Wilhelm Rothenpieler (* 1945), Ministerialdirigent (verliehen am 17. Juli 2003)
99. Eberhard Rotter (* 1954), Landtagsabgeordneter (verliehen am 9. Juli 2009)
100. Christoph Rottner, Regierungs- und Schulrat (verliehen am 15. Dezember 1959)
101. Anthony Rowley (* 1953), Sprachwissenschaftler, der als Dialektologe und Lexikograph die bairischen Dialekte erforscht (verliehen am 14. März 2022)
102. Christian Ruck (* 1954), Bundestagsabgeordneter (verliehen am 9. Juli 2009)
103. August Rucker (1900–1978), Architekt, Hochschullehrer und bayerischer Staatsminister (verliehen am 15. Dezember 1959)
104. Georg Rückert (1914–1988), evangelischer Pfarrer und Gründer des Collegium Augustinum (verliehen am 8. Juni 1972)
105. Heinrich Rudrof (* 1955), Mitglied des Bayerischen Landtages (verliehen am 29. Juli 2010)
106. Ingrid Rudzki-Janson, ehem. Hochschullehrerin und Direktorin der Poliklinik für Kieferorthopädie der Ludwig-Maximilians-Universität München (verliehen am 29. Juli 2010)
107. Karl Ruf (1922–2019), Präsident des Bayerischen Industrieverbandes Steine und Erden und der Beton- und Fertigteileindustrie (verliehen am 4. Juli 1991)
108. Paul Ruf, Direktor der Bayerischen Staatsbibliothek (verliehen am 15. Dezember 1959)
109. Sep Ruf (1908–1982), Professor, Architekt und Städtebauer (verliehen 1973)
110. Christa Ruf-Werner, Leiterin des Kinder- u. Jugendhospizdienstes der Malteser in München (verliehen am 13. Juli 2016)
111. Ingold Ruge (* 1934), Geschäftsführender Direktor des Fraunhofer-Instituts für Festkörpertechnologie (verliehen am 4. Juli 1991)
112. Hildegund Rüger, Schulamtsdirektorin (verliehen am 10. Oktober 2012)
113. Karl-Heinz Rummenigge (* 1955), Vorsitzender des Vorstandes des FC Bayern München (verliehen 2007)
114. Hermann Rumschöttel (* 1941), vormals Generaldirektor der Staatlichen Archive Bayerns (verliehen 2007)
115. Martin Runge (* 1958), Mitglied des Bayerischen Landtages (verliehen am 29. Juli 2010)
116. Marlene Rupprecht (* 1947), Mitglied des Deutschen Bundestages (verliehen am 29. Juli 2010)
117. Rudolf Rupprecht (* 1940), Vorsitzender des Vorstandes der MAN Aktiengesellschaft (verliehen am 20. Juni 2001)